# Бартель, Гвидо Габриэлевич

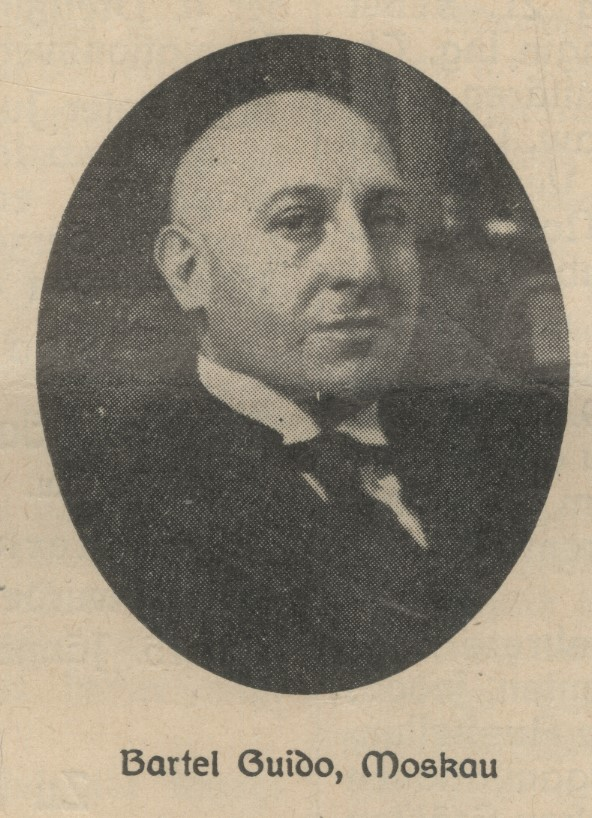
Гвидо Братель (автопортрет)

Гвидо Габриэлевич (Гаврилoвич) Бартель (14 февраля 1886, Одесса — 1943, Карагандинская область, Казахстан) — советский инженер, ведущий идеолог и пропагандист кремации в СССР, при его активном участии был открыт первый московский крематорий (Донской крематорий).

## Биография
Родился 14 февраля (по старому стилю) 1886 года в Одессе в еврейской семье. Его отец Габриель Бартель был австрийским подданным, мать — София Львовна Бартель. В Одессе родились и его старшие сёстры Луиза (1880—?) и Паулина (1881—1882). В Петербурге семья жила в Спасском переулке, № 21.

## Пропаганда кремации
Писал под своим именем различные статьи на тему кремации и не только в журнал «Коммунальное хозяйство».

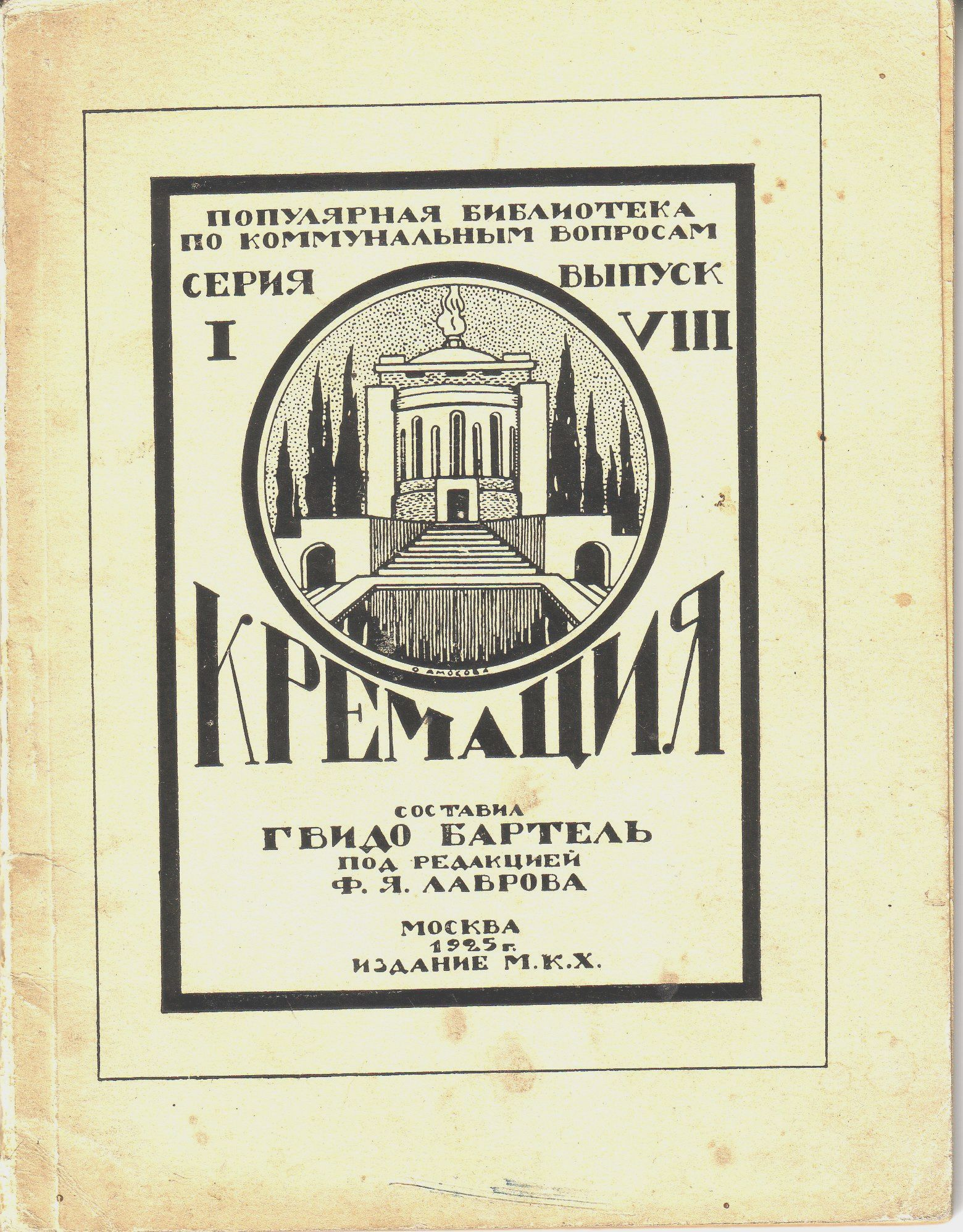
Обложка книги «Кремация»

Автор трижды издававшейся монографии «Огненное погребение (кремация)» (1925, 1928, 1930).

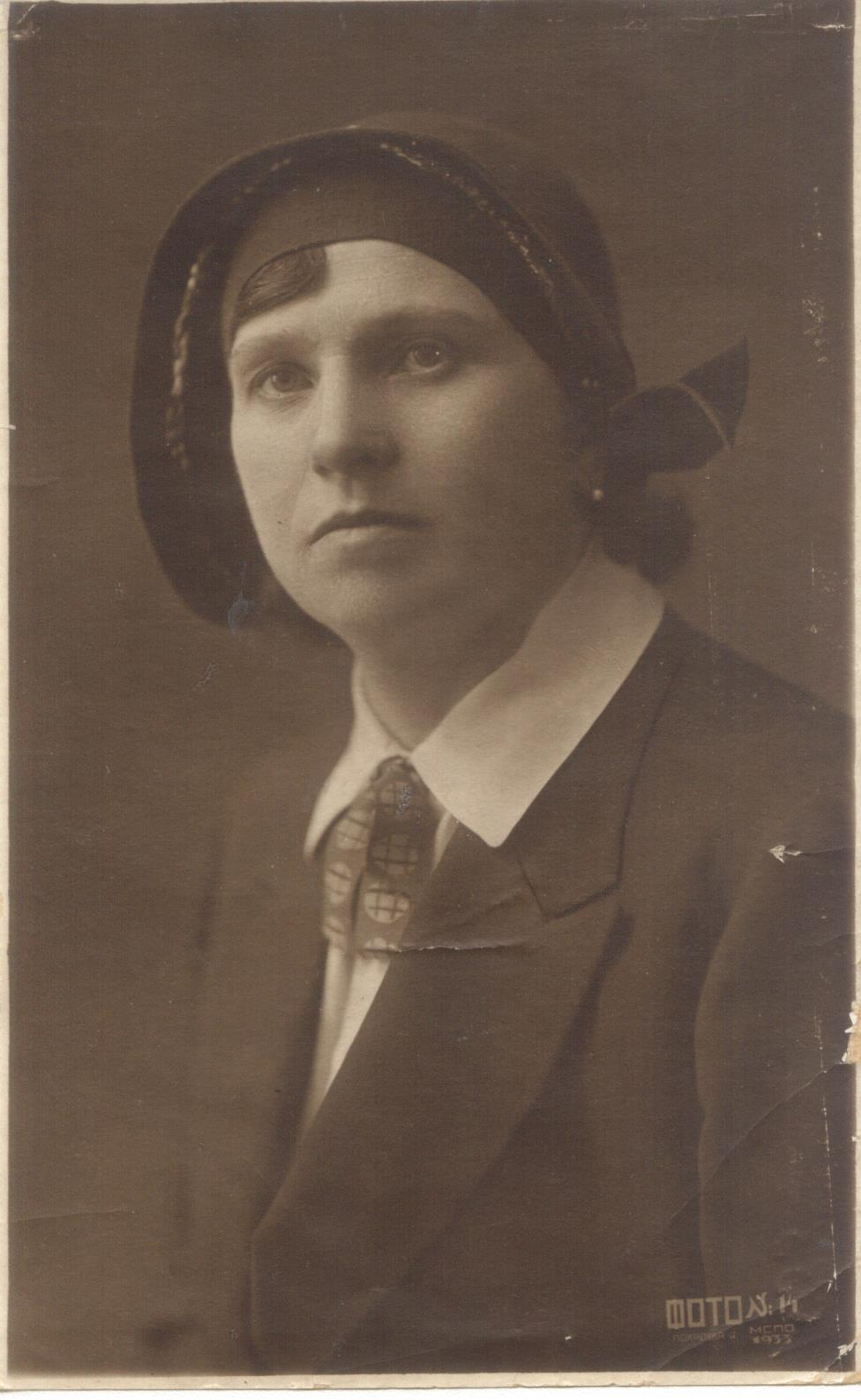
Ольга Георгиевна Бартель

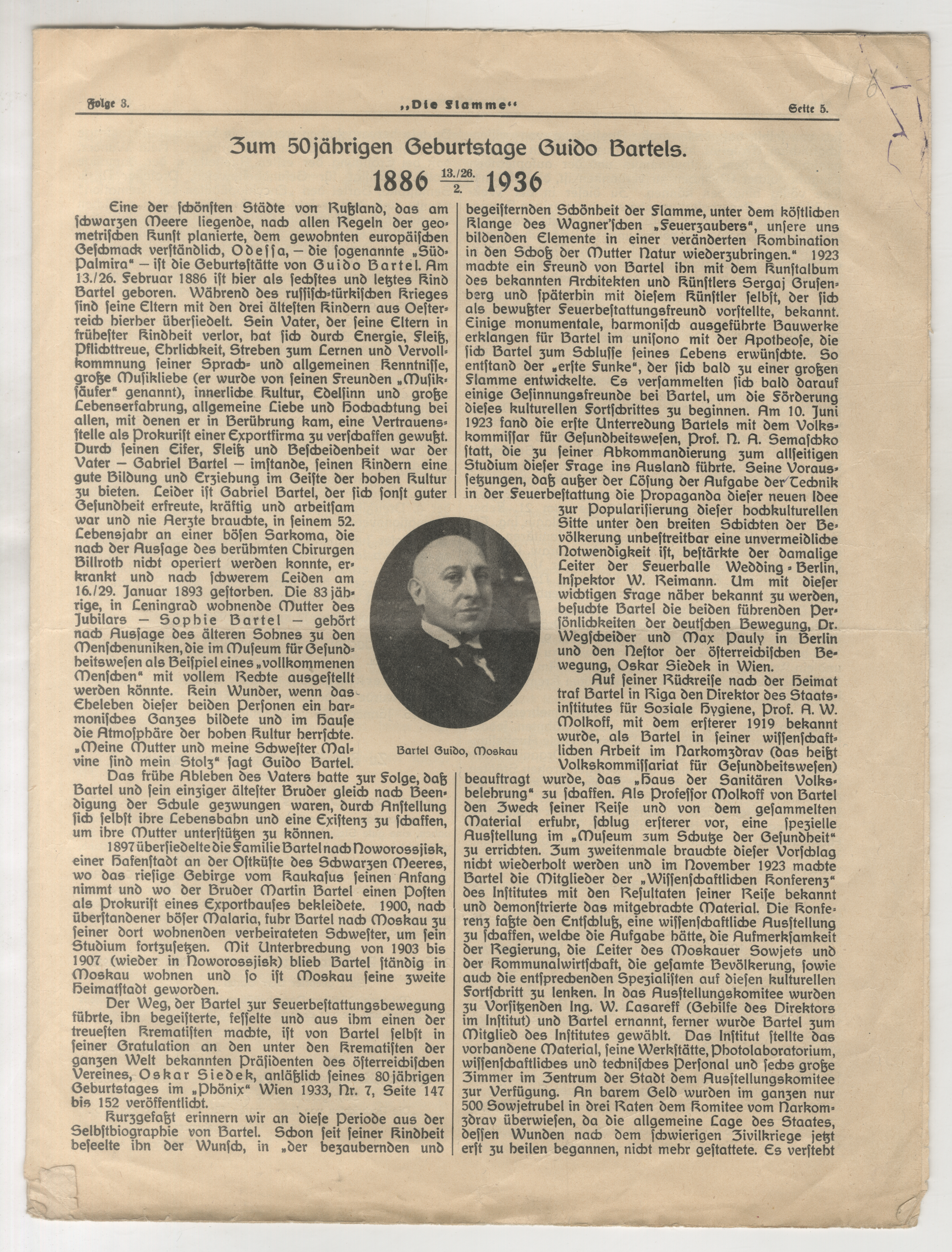
Журнал "Пламя". Статья к пятидесятилетию Гвидо Бартель

7 декабря 1918 года кремация была декретирована.

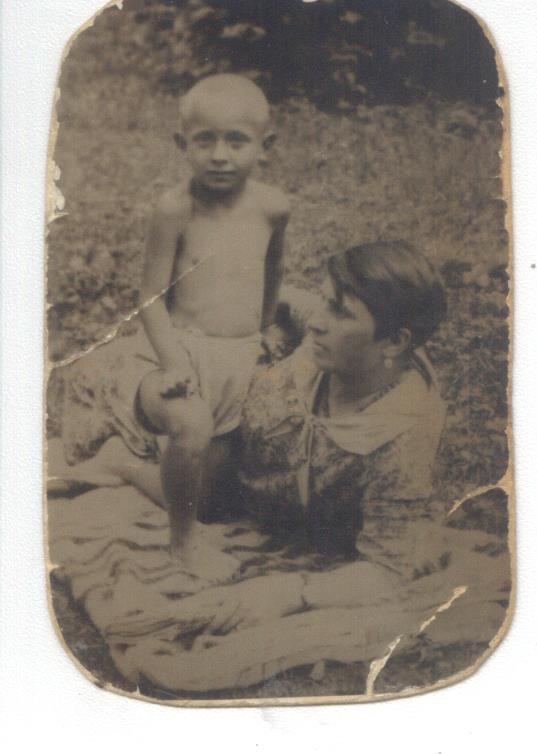
Габриэль (Габиша) Гвидонович Бартель, сын Ольги Георгиевны и Гвидо Гавриловича (Габриэлевича) Бартель

В 1925 году развернулась активная пропаганда кремации. Гвидо Бартель приводил веские доводы в её пользу: «Стоимость сжигания должна обойтись в пределах 10 руб. Если к этому прибавить расходы на дешевый гроб, дешевое одеяние, то ясна материальная выгода для широких масс».
«Кремация — культурный способ борьбы с вековыми предрассудками», — писал Гвидо Бартель в 1925 году в «Красной газете».
«Я смело могу утверждать, что политическое воспитание последних лет и степень сознательности, которая наблюдается среди трудящихся масс, подготовили почву для всякого культурного начинания, в частности для широко распространенного на Западе огненного погребения умерших».
Гвидо Бартель назвал Германию «классической страной кремации». В путеводителе по выставке, открывшейся в 1924 году в Институте социальной гигиены в Москве, он писал: «Дело в том, что лучшая постановка крематорного хозяйства и кремационного дела — в Германии, лучшие крематории — германские, лучшие системы кремационных печей — немецкие, лучшие, активные, остроумно сконструированные и вполне отвечающие своей цели и назначению ферейны (так называемые «Feuerbestattungs Ferein'ы») — немецкие, лучшая литература по самым разнообразным вопросам, связанным с кремацией, — немецкая, лучшие борцы за пропаганду этой идеи — немцы».
В июле 1926 года в Москве состоялась закладка первого крематориума, который был открыт 7 октября 1927 года.
Крематорий — не мусоросожигательная станция, булочная или т. п. Подобное обозначение было бы допустимым лишь в том случае, если в том здании ничего другого, кроме сжигания, не исходило. Между тем крематорий кроме сжигания предназначается для хранения умерших и для их отпевания. Следовательно, крематорий сравним лишь с храмом, имеющим свою узкую, строго определенную задачу. Неудивительно поэтому, что зачастую его внешнему виду внутреннему убранству придают церковный характер.
Выгоды огненного погребения (кремации) по мнению Гвидо Бартеля:
1. Идеальный способ погребения;
2. Удовлетворяет всем требованиям санитарии;
3. Разрешает земельно-кладбищенский кризис городов;
4. Незаменима при эпидемиях, войнах, народных бедствиях;
5. Рассеивает вековые предрассудки;
6. Наиболее красивый, целесообразный и дешевый вид погребения;
7. Разрешает вопрос легкого и дешевого способа передвижения останков;
8. Вносит упрощение в быт похорон, удешевляет их и сберегает время родных;
9. Служит источником для архитектурного, технического, художественно-промышленного творчества;
10. Признак высокой культуры.

Первой его женой была Иванова (Бартель) Ольга Георгиевна (1894—1981), которая родила ему сына Габриэля (по воспоминаниям он погиб во Вторую мировую войну во время блокады Ленинграда или обороны Ленинграда).
Второй возлюбленной Гвидо Гавриловича Бартеля становится Кугушева Наталья Петровна, «горбатая поэтесса» (точно неизвестно вступили ли они в брак).
В 1930-е годы советские власти утратили интерес к пропаганде кремации. Так, Бартелю не разрешили выехать на международный кремационный конгресс в Лондоне (прошел в сентябре 1937 года).
В 1941 году Гвидо Бартель был отправлен в ссылку в Казахстан. Кугушева последовала за ним. Проживали они в Карагандинской области, Осакаровском районе, спецпоселке №9. Позднее будут напечатаны её стихи, посвященные Гвидо Бартелю.
5 января 1942 года он был арестован УНКВД Карагандинской области.
Кугушева так пишет в своих воспоминаниях об этом дне:
«Г. Г. (Гвидо Гаврилович) 5 января увезен от меня и я ничего не знаю о нем. Прошло уже 2 недели, я теперь жду его каждую минуту, так как уверена, что это печальное недоразумение, которое люди стоящие во главе такого важного учреждения, разберут. Но сколько времени надо на разборку я не знаю».
Бартель был осуждён на 10 лет исправительно-трудовых лагерей и погиб в заключении в мае 1943 г. В справке о смерти указано, что от пеллагры (длительного неполноценного питания). Место его захоронения неизвестно.
Стихи, написанные Кугушевой Н. П. из цикла стихотворений «Проржавленные дни», и посвященные Гвидо Бартелю:
1.
Гвидо Бартелю
Гвоздикой Красною до черноты Благоухало лето, Последнее, в котором ты Ещё ходил по свету, — И помнят липы Поварской Закат гвоздичный над Москвой. Тревожным голосом сирен Заговорили ночи. И облаков зловещий плен Зенитки рвали в клочья. Чертили пули пестрый след — Пути неведомых комет. Гвоздики вяли на столе. Звенели в окнах стекла. Война гуляла по земле. Земля в крови намокла. И, кровью злой напоена, Кровавая взошла луна.
13 июля 1950
2.
В печи полыхала солома Червонным веселым огнем — Пять тыщ километров от дома, В изгнаньи. В краю чужом.
На ужин варилась картошка И чайник тихонько пел. В нахмуренное окошко Осенний закат глядел. Тебя я ждала с работы, И ты возвращался домой, Измученный нудной работой, Усталый, голодный, больной. Прекрасные руки пианиста Тащили тяжелый мешок — С пронзительным диким свистом Сшибал тебя ветер с ног. Плясала пыль на дороге И плакали провода, Но сбрасывались за порогом Усталость, мешки, беда. Ты в хату входил, стараясь Меня уберечь от тоски, Тревоги следы стирая Прикосновеньем руки… О, милые нежные руки, Любимые руки твои. О, горечь последней разлуки, Великой твоей любви.
8 октября 1946
3.
Над твоей безымянной могилой Казахстанские ветры поют. Над твоей безымянной могилой Одинокие тучи плывут.
Звездный дождь упадет на землю, Если август стоит над землей, Да полынные заросли дремлют Под высокой и грустной луной. Обступили степные просторы, Сторожат твой последний сон. — Над седым горизонтом горы,
Как свидетели похорон. И не я тебя проводила В твой последний далекий путь. Над бескрестной твоей могилой

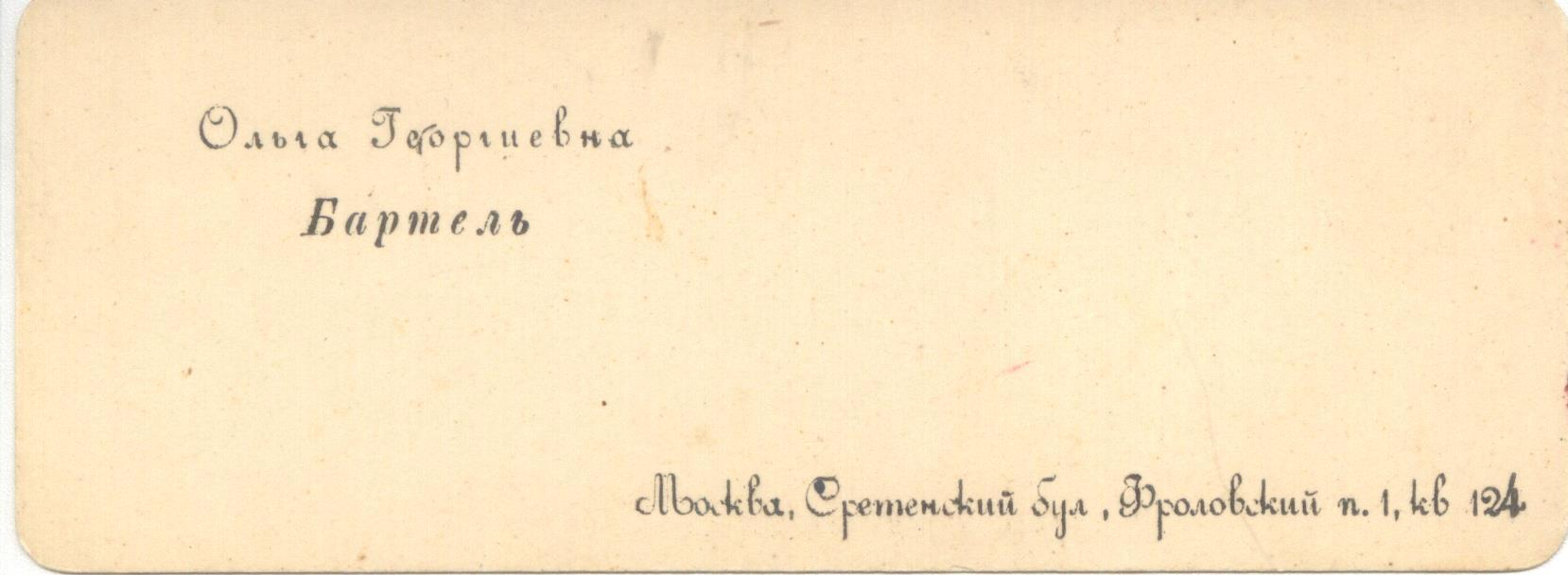
Визитная карточка О. Г. Бартель и её адрес, где они жили с Г. Г. Бартель

Только ветер посмел вздохнуть.
8 октября 1946

## Семья
Сёстры — Мальвина Гавриловна Бартель, Ирма Гавриловна Рабинович, Клара Гавриловна Манн, Луиза Гавриловна Шарбо, брат Мартин Гаврилович Бартель. Мать Гвидо Гавриловича, а также сёстры Мальвина и Ирма проживали в Ленинграде. Остальные сёстры Луиза и Клара и их брат Мартин — в Вене. Мальвина и Ирма из блокадного Ленинграда были высланы в Богучаны, Красноярский край. Мальвина скончалась там от продолжительной болезни. Ирма пыталась вернуться в Ленинград, но ей было запрещено возвращаться в свою квартиру, умерла в доме престарелых под Ленинградом в 1960-е годы.  
Сестра — Ирма Гавриловна Рабинович, была замужем за Саулом Рабиновичем, братом видного русского правоведа И. М. Рабиновича. Их сын, Михаил Саулович Рабинович, родившийся в 1918 году, погиб в 1941(1942) году, будучи красноармейцем.